# Röda fanans orden
Röda fanans orden (ryska: Орден Крaсного Знамени), är en orden instiftad den 16 september 1918 under den ryska inbördeskriget genom ett dekret av den allryska centrala exekutivkommittén. Den förste mottagaren var Vasilij Blücher den 28 september 1918.. Den första kvinnan som mottog orden var Rozalia Zemljatjka, 1921. 
Orden var den högsta utmärkelsen i Sovjetryssland, därefter Sovjetunionen, fram till dess att Leninorden instiftades 1930. Mottagare erkändes för extraordinärt hjältemod, engagemang och mod visat på slagfältet. Orden gick till privatpersoner samt till militära enheter, städer, fartyg, politiska och sociala organisationer samt statliga affärsverk.